# Castello di Basilicanova
Das Castello di Basilicanova ist eine abgegangene mittelalterliche Niederungsburg an der Stelle, an der heute die Villa Giovanardi aus dem 17. Jahrhundert steht, im Ortsteil Basilicanova der Gemeinde Montechiarugolo in der italienischen Region Emilia-Romagna.

## Geschichte
Die ursprüngliche Burg wurde vermutlich im 13. Jahrhundert im Auftrag der Familie Piticheldi errichtet, die 1269 Eigentümer waren.
1334 brachten sich die Rossis in den Besitz der Burg und schafften die Gefangenen des Angriffs gegen die Siedlung Traversetolo und das Castello di Guardasone dorthin. Als Rache dafür griff Mastino II. della Scala das Herrenhaus an und setzte es in Brand, wobei er auch die benachbarte Pfarrkirche aus dem 10. Jahrhundert zerstörte. Im Folgejahr ließen die Rossis die Festung wiederaufbauen, aber 1336 griffen die Scaligertruppen unter der Führung von Simone da Corregio sie erneut an und zwangen die Burgbewohner zur Aufgabe.
1411 ließen die Brüder Giacomo und Pier Maria I. de’ Rossi mit Erlaubnis des Markgrafen von Ferrara, Niccolò III. d’Este, dem neuen Herrn von Parma, in Basilicanova eine mächtige Burg mit Bergfried, Türmen an den Ecken und einer zinnenbekrönten Umfassungsmauer errichten. 1420 lehnte sich Guido Torelli gegen den Markgrafen auf und zwang ihn unter Stärkung der Allianz mit dem mailändischen Fürsten Filippo Maria Visconti durch zahlreiche Plünderungen von Siedlungen im Gebiet von Parma, dieses wieder aufzugeben, sodass damit an Mailand fiel. 1424 erhielt Pier Maria I. de’ Rossi von Herzog von Mailand die Lehen Carona, Tiorre und Castrignano, die Motte von Balisicanova und das angrenzende Mamiano zurück. 1470 wurde diese Einsetzung Pier Maria II. de’ Rossi vom Herzog Galeazzo Maria Sforza bestätigt.
1482, während des Krieges der Rossis, griff der Condottiere Sforza Secondo Sforza die Burg von Basilicanova an, aber der Kastellan Pietro Ugorossi verriet die Rossis, einigte sich mit den Mailändern und öffnete ihren Truppen die Tore kurz vor dem Eintreffen der Entsatzarmee der Rossis. Einige Monate später, nachdem Pier Maria II. de’ Rossi verstorben war, führte sein Sohn Giacomo einen Überraschungsangriff auf die Burg aus und brachte sie wieder in seinen Besitz. Im Jahr darauf griff Ludovico Sforza wiederum die Burg an und zwang nach sieben Tagen Belagerung die Rossis zur Aufgabe. Der Herzog verlehnte aus Dankbarkeit das Castello di Basilicanova an Gian Giacomo Trivulzio und anfangs ebenso das Castello di Pariano, das er dann 1495 an den Condottiere Gaspare Sanseverino verlehnte. Im Jahre 1500 erhielt Pietro Bravi das Lehen Pariano zurück, nachdem der französische König Ludwig XII. in Mailand die Macht übernommen hatte.
1504 verkaufte Gian Giacomo Trivulzio die Burg in Basilicanova mit Erlaubnis Ludwigs XII. an den Markgrafen von San Secondo, Troilo I. de’ Rossi. Nach dessen Tod 1521 fiel die Burg an dessen Sohn, Pier Maria III. de’ Rossi und seine Gattin, Bianca Riario, Stiefschwester mütterlicherseits von Giovanni dalle Bande Nere. Der Vetter Filippo Maria de’ Rossi, Graf von Corniglio, machte das Fehlen des väterlichen Erbes, verursacht durch den Krieg von 1482, geltend, griff die Burg 1522 überraschend an und eroberte sie leicht. Pier Maria III. eroberte sie aber mit Hilfe seines Onkels Giovanni nach wenigen Tagen wieder zurück, ebenso wie das benachbarte Castello di Pariano, um es seinem Bruder, Giulio Cesare de’ Rossi zu überlassen.
1539 entführte Giulio Cesare de’ Rossi die Maddalena Sanseverino, die Erstgeborene des Grafen Roberto Ambrogio Sanseverino und Erbin des Lehens von Colorno, und heiratete sie dann. Papst Paul III. verurteilte in seiner Eigenschaft als Herrscher von Parma, das ab 1521 fest zum Kirchenstaat gehörte, Rossi zur Konfiszierung seiner Ländereien im Gebiet von Parma und ließ das Castello di Basilicanova bis auf die Grundmauern niederreißen. 1545 belehnte der Pontifex seinem Neffen Sforza I. Sforza di Santa Fiora mit den Lehen von Basilicanova und dem angrenzenden Pariano.
Auf den Ruinen der Burg wurde im 17. Jahrhundert ein Landhaus errichtet.
1707 erbte der Herzog von Onano, Friedrich III. Sforza, das Anwesen zusammen mit den anderen Gütern der Familie Sforza di Santa Fiora. Er hatte 1673 seinem eigenen Familiennamen den seiner Gattin, Livia Cesarini, hinzugefügt. Die Familie Sforza-Cesarini blieb bis zur Abschaffung des direkten Feudalwesens im Herzogtum Parma und Piacenza durch Napoleon Bonaparte im Jahre 1805 Lehensnehmer dieser Gebiete.
1810 kaufte Kapitän Luigi Salvoni, Bürgermeister von Montechiarugolo von 1816 bis 1830, die Villa. Ende des 19. Jahrhunderts wurde das Anwesen an Ferdinando Giovanardi weiterverkauft, der es an die heutigen Eigentümer vererbte.
Die Fundamente der Ecktürme der alten Burg bleiben bis zum Beginn des 20. Jahrhunderts sichtbar. Dann verloren sich auch die letzten Spuren.